# Kangyang (köpinghuvudort i Kina, Qinghai Sheng, lat 36,06, long 101,92)
Kangyang (kinesiska: 康扬, 康扬镇, 康家) är en köpinghuvudort i Kina. Den ligger i provinsen Qinghai, i den nordvästra delen av landet, omkring 65 kilometer söder om provinshuvudstaden Xining. Antalet invånare är 8 182. Befolkningen består av 4 159 kvinnor och 4 023 män. Barn under 15 år utgör 25,0 %, vuxna 15-64 år 68 %, och äldre över 65 år 6,0 %.
Runt Kangyang är det ganska glesbefolkat, med 34 invånare per kvadratkilometer. Närmaste större samhälle är Magitang, 16,9 km sydost om Kangyang. Trakten runt Kangyang består i huvudsak av gräsmarker.
Genomsnittlig årsnederbörd är 537 millimeter. Den regnigaste månaden är juli, med i genomsnitt 140 mm nederbörd, och den torraste är januari, med 3 mm nederbörd.